# Nogomet na OI 1976.
Nogomet na Olimpijskim igrama u Montrealu 1976. godine uključivao je natjecanja samo u muškoj konkurenciji.

## Osvajači medalja - muški
| Zlato | Srebro | Bronca |
| --- | --- | --- |
| Istočna Njemačka Hans-Ulrich Grapenthin Wilfried Gröbner Jürgen Croy Gerd Weber Hans-Jürgen Dörner Konrad Weise Lothar Kurbjuweit Reinhard Lauck Gerd Heidler Reinhard Häfner Hans-Jürgen Riediger Bernd Bransch Martin Hoffmann Gerd Kische Wolfram Löwe Hartmut Schade Dieter Riedel Trener:Georg Buschner | Poljska Jan Tomaszewski Piotr Mowlik Antoni Szymanowski Jerzy Gorgoń Wojciech Rudy Władysław Żmuda Zygmunt Maszczyk Grzegorz Lato Henryk Wawrowski Henryk Kasperczak Roman Ogaza Kazimierz Kmiecik Kazimierz Deyna Andrzej Szarmach Henryk Wieczorek Leslaw Cmikiewicz Jan Benigier Trener:Kazimierz Górski | SSSR Vladimir Astapovsky Anatoli Konkov Viktor Matvienko Mikhail Fomenko Stefan Reshko Vladimir Troshkin David Kipiani Vladimir Onishchenko Viktor Kolotov Vladimir Veremeev Oleg Blokhin Leonid Buryak Vladimir Fedorov Aleksandr Minaev Viktor Zvyagintsev Leonid Nazarenko Aleksandr Prokhorov |